# Враньеш, Мичо
Мичо Враньеш (серб. Мићо Врањеш; род. 8 сентября 1975, Нови-Сад) — югославский и сербский футболист.

## Биография
Начинал карьеру в «Войводине», за которую играл на протяжении 7 лет, за исключением сезона 1994/95, когда был арендован «Младостью» из города Бачки-Ярак. Летом 2000 года вместе с одноклубником по «Войводине» Драганом Зиличем перешёл в ЦСКА (София) за 1,5 миллиона немецких марок. Трансфер двоих сербских игроков тогда являлся самым беспрецедентным случаем не только для ЦСКА, но и для болгарского футбола в целом. Однако, проведя неудачные сезоны, был вынужден покинуть Болгарию и в начале 2003 года перешёл в российский «Уралан», за который в чемпионате дебютировал 15 марта в домашнем матче 1-го тура против московского «Локомотива», получив на 63-й минуте встречи жёлтую карточку. По итогам сезона «Уралан» покинул Премьер-лигу, а Враньеш перешёл в венгерский «Печ». С 2004 по 2006 год играл в польской «Дискоболии». Завершал карьеру игрока в 2008 году в «Младеноваце».
В 2016 году координировал трансферы в «Войводине».